# Антонівка (Любашівська селищна громада)
Анто́нівка — село Любашівської селищної громади Подільського району Одеської області України. Населення становить 191 осіб.
Село Антонівка було засноване після російсько-турецької війни 1787—1792 років. За іншими переказами село було засноване в 1762 році турками, які засновували поселення на правому березі річки Кодима, по якій проходив кордон між Отоманською Портою і Річчю Посполитою, оскільки поселення на лівому березі річки Кодима, по Чорному (Шпаківському) шляху, почали засновуватися ще при королеві Речі Посполитої Янові ІІІ Собеському з 1684 року.
12 червня 2020 року, відповідно до Розпорядження Кабінету Міністрів України від № 724-р «Про визначення адміністративних центрів та затвердження територій територіальних громад Одеської області», увійшло до складу Любашівської селищної громади.
19 липня 2020 року, в результаті адміністративно-територіальної реформи і ліквідації Любашівського району, село увійшло до складу новоутвореного Подільського району.
Село Антонівка розташовується на височині правого берега річки Кодима, має три вулиці, є ФАП та будинок культури. Раніше село було розташоване на горбах над Кодимою і в долині (в даний час в долині залишилось три хати, з яких лише в одній живуть люди). Зі східної сторони село межує з селом Агеївка, з західної було село Новоандріївка (вже вимерло). Сільська рада знаходиться в селі Іванівка за п'ять кілометрів, до автобану Київ-Одеса три кілометри, до районного центру Любашівка, де знаходиться однойменна залізнична станція, дев'ять кілометрів. До жовтневого перевороту 1917 року село належало пану Цибульському. Село пережило страшні голодомори 1932—1933 та 1947 років, а в даний час вимирає. Селяни живуть за рахунок обробітку та здачі в оренду власних земельних паїв та утримуючи худобу.

## Населення
Згідно з переписом УРСР 1989 року чисельність наявного населення села становила 231 особа, з яких 95 чоловіків та 136 жінок.
За переписом населення України 2001 року в селі мешкала 191 особа.

### Мова
Розподіл населення за рідною мовою за даними перепису 2001 року:
| Мова       | Відсоток |
| ---------- | -------- |
| українська | 89,53 %  |
| молдовська | 6,81 %   |
| російська  | 1,05 %   |
| угорська   | 0,52 %   |
| інші       | 2,09 %   |